# Lettera a una nazione cristiana
Lettera a una nazione cristiana è un saggio scritto da Sam Harris come risposta alle critiche in séguito alla pubblicazione nel 2004 de La fine della fede.

## Contenuti
(Sam Harris, Lettera a una nazione cristiana)
L'intento del libro è quello di dimostrare a quali assurdità deve soggiacere un fedele cristiano negli Stati Uniti d'America se vuole davvero credere alla fede che professa. Ricorrendo alla logica, Harris mette in risalto il fatto che ogni religione si dichiara l'unica vera e ispirata dall'unico vero dio, relegando tutte le altre al ruolo di superstizioni.
Contesta la moralità dettata dalla Bibbia, secondo la quale si dovrebbero uccidere i figli che reagiscono agli ammonimenti parentali, nonché lapidare gli eretici, gli adulteri, gli omosessuali e coloro i quali lavorano nel giorno del Signore. È vero – sostiene Harris – che Gesù ha addolcito questo messaggio aggiungendovi una carica d'amore; tuttavia molti secoli prima di lui vari maestri (come Zoroastro, Buddha, Confucio, Epitteto...) avevano già predicato nello stesso senso; afferma dunque che:
Il libro pone altresì l'accento sul fatto che la fede religiosa non sarebbe in grado di reggere ad un confronto con la ragione, in quanto tutte le fedi sono intrise di mistero; se esse vengono esposte alla luce della ragione rischiano di dissolversi.